# Алтай (поэт)
Алтай (Баис-Кариев Алтай Алтаевич) (1903, Ташкент, Сырдарьинская область, Российская империя — 1977, Ташкент, Ташкентская область, Узбекская ССР) — узбекский советский пролетарский поэт.

## Биография
Родился в Ташкенте, сын учителя. Окончил Академию коммунистического воспитания имени Н.К. Крупской, был членом ВКП(б).
С 1922 публикует свои стихотворения в печатных изданиях. В 1926 году издаёт свой сборник стихов «Ереляюзляр». Сотрудничает с журналами и газетами Узбекистана:
- «Узгаришги яшляр»;
- «Яшь Ленинчи» (редактор);
- «Кзыл Узбекистан»;
- «Маариф Уткучи».

26 июля 1930 года арестован по обвинению по ст. 58-4, 8 УК РСФСР (оказание помощи международной буржуазии), осуждён коллегией ОГПУ 31 марта 1933 года на 10 лет в лагере Воркуты. Прибыл в лагерь в декабре 1936, освобождён 26 июля 1940 года.
Скончался в 1977 году, в Ташкенте.